# Kanadska hudoljetnica
Kanadska hudoljetnica (repušnjača, lat. Erigeron canadensis, sin. Conyza canadensis), biljna vrsta iz porodice glavočika porijeklom iz Kanade i SAD-a, a danas introducirana po svim kontinentima. 
To je zeljasta biljka koja naraste od jednog do jedan i pol metar visine. Stabljika je uspravna, obrasla svjetlim dlačicama, listovi su naizmjenični i uski, dugi do 10 cm. Cvjetovi su maleni, smješteni u glavičaste cvatove, a mnogo takvih cvatova skupljeno je u meličaste cvatove, u sredini su žučkasti i cjevasti a na rubovima bijeli. Na jednoj biljci može biti do 100 cvjetnih glavica. Cvate od lipnja do rujna.
U Europu je donesena 1640, a u Hrvatskoj je prvi puta uočena 1847. 
Biljka je ljekovita, a mladi listovi su jestivi. Indijanci su s njom liječili dizenteriju, a za nju se kaže da njezini listovi tjeraju buhe. Poljoprivrednici je tretiraju kao korov.